# Андрес Ескобар
Андрес Ескобар Салдаријага (шп. Andrés Escobar Saldarriaga; Медељин, 13. март 1967 — Медељин, 2. јул 1994) је био колумбијски фудбалер, који је убијен у Медељину. Мотив за ово убиство није познат; неки тврде да је убиство повезано са аутоголом који је Ескобар постигао на Светском првенству 1994, пошто је тај гол донео велике кладионичарске губитке неколицини мафијашких шефова. Друга теорија је да је његова смрт невезана за фудбал и да је била резултат кафанске туче у којој је неколико људи рањено.
Ескобар је био одбрамбени играч који је играо за Колумбију на Светским првенствима 1990. и 1994. 
Ескобаров злосрећни гол се догодио на утакмици против фудбалске репрезентације Сједињених Америчких Држава 22. јуна 1994. Покушавајући да избаци лопту упућену америчком играчу, Ескобар је послао лопту у своју мрежу у другој утакмици у групи А. САД су победиле са 2:1, а Колумбија је елиминисана са првенства у првој рунди.
Ескобар је убијен 2. јула 1994, изван кафића Ел Индио, који се налазио у предграђу Медељина. Према сведочењу Ескобарове девојке, убица је викнуо „гол!" за сваки од 12 метака којима је погодио Ескобара. Није познато да ли је убица Умберто Муњоз Кастро деловао на своју руку или је послат од једног од кладионичарских синдиката који су уложили велике количине новца да ће Колумбија освојити Светско првенство или да ће се барем квалификовати у другу рунду.
Кастро је осуђен за убиство Ескобара јуна 1995. на 43 године затвора. Пре убиства, Кастро је радио као телохранитељ. Казна му је 2001. смањена на 26 година, 2005. је пуштен на слободу након непуних 11 година, што је био контроверзан чин.